# Jamides pura
Jamides pura är en fjärilsart som beskrevs av Moore 1886. Jamides pura ingår i släktet Jamides och familjen juvelvingar. Inga underarter finns listade i Catalogue of Life.

## Bildgalleri

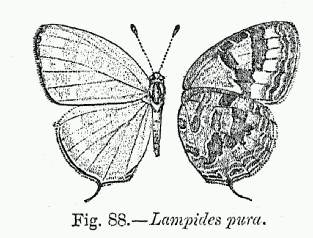
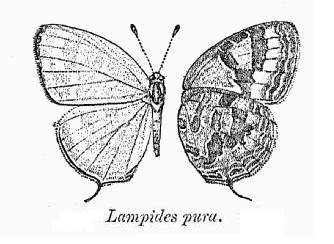
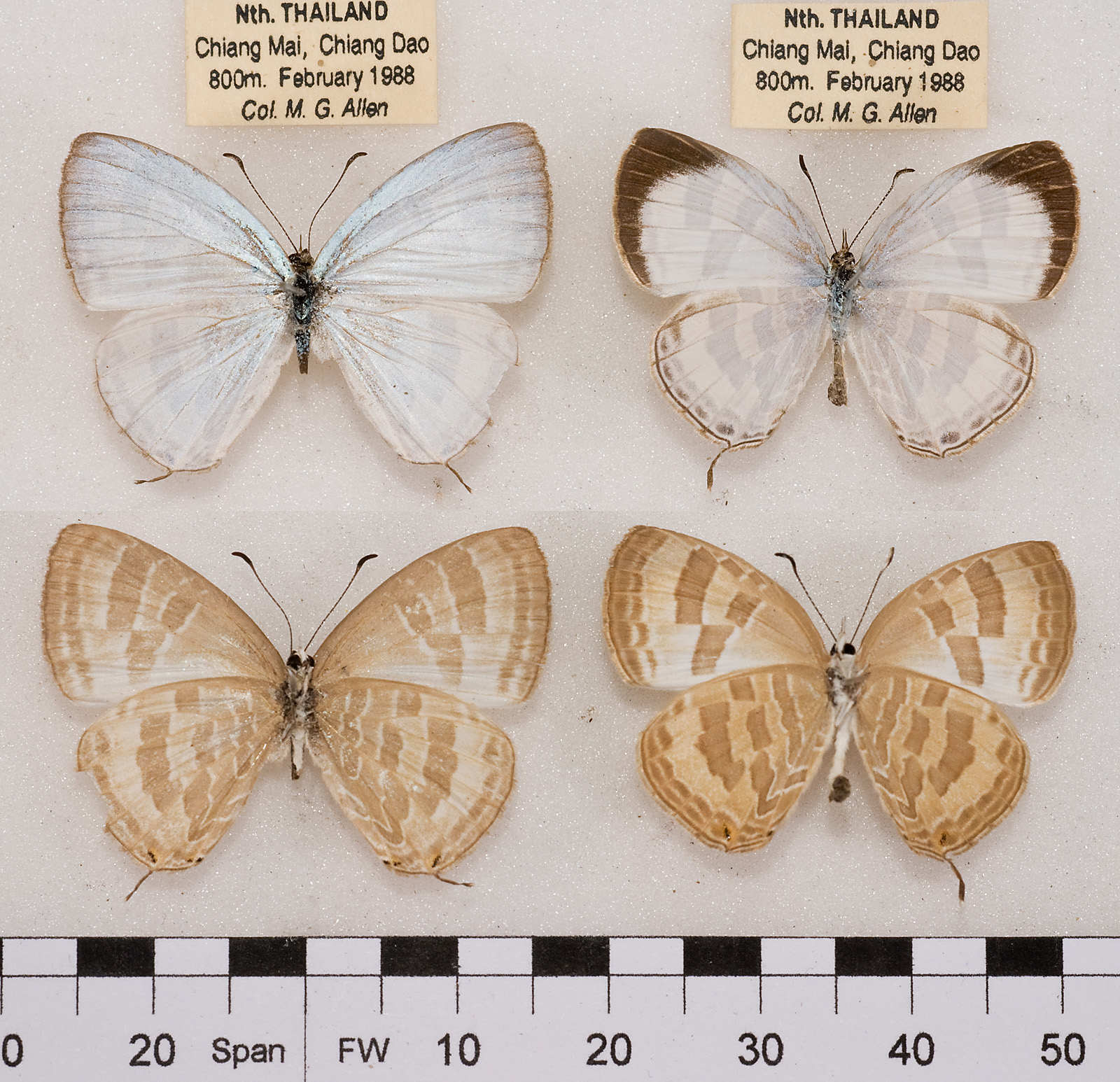
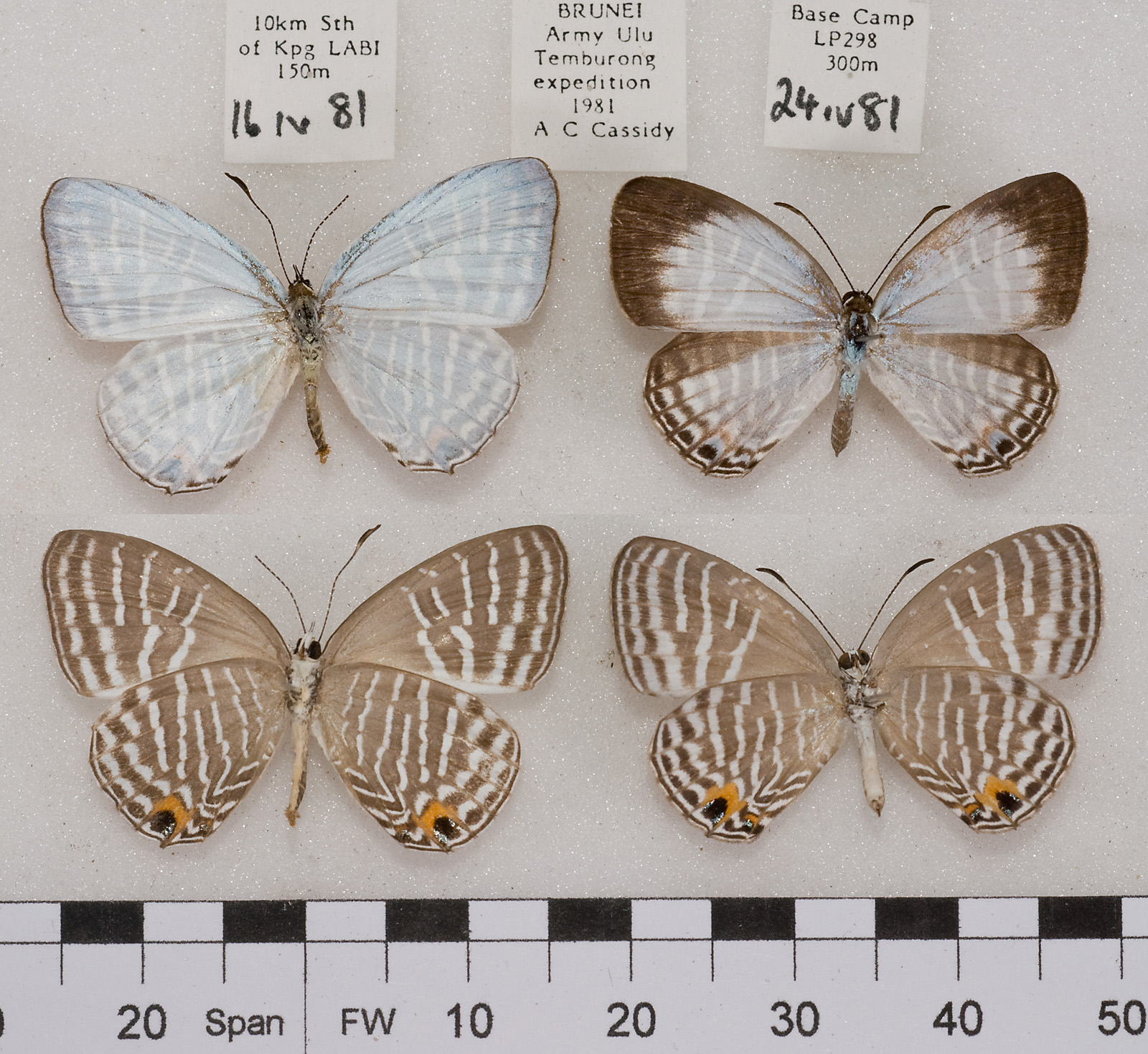
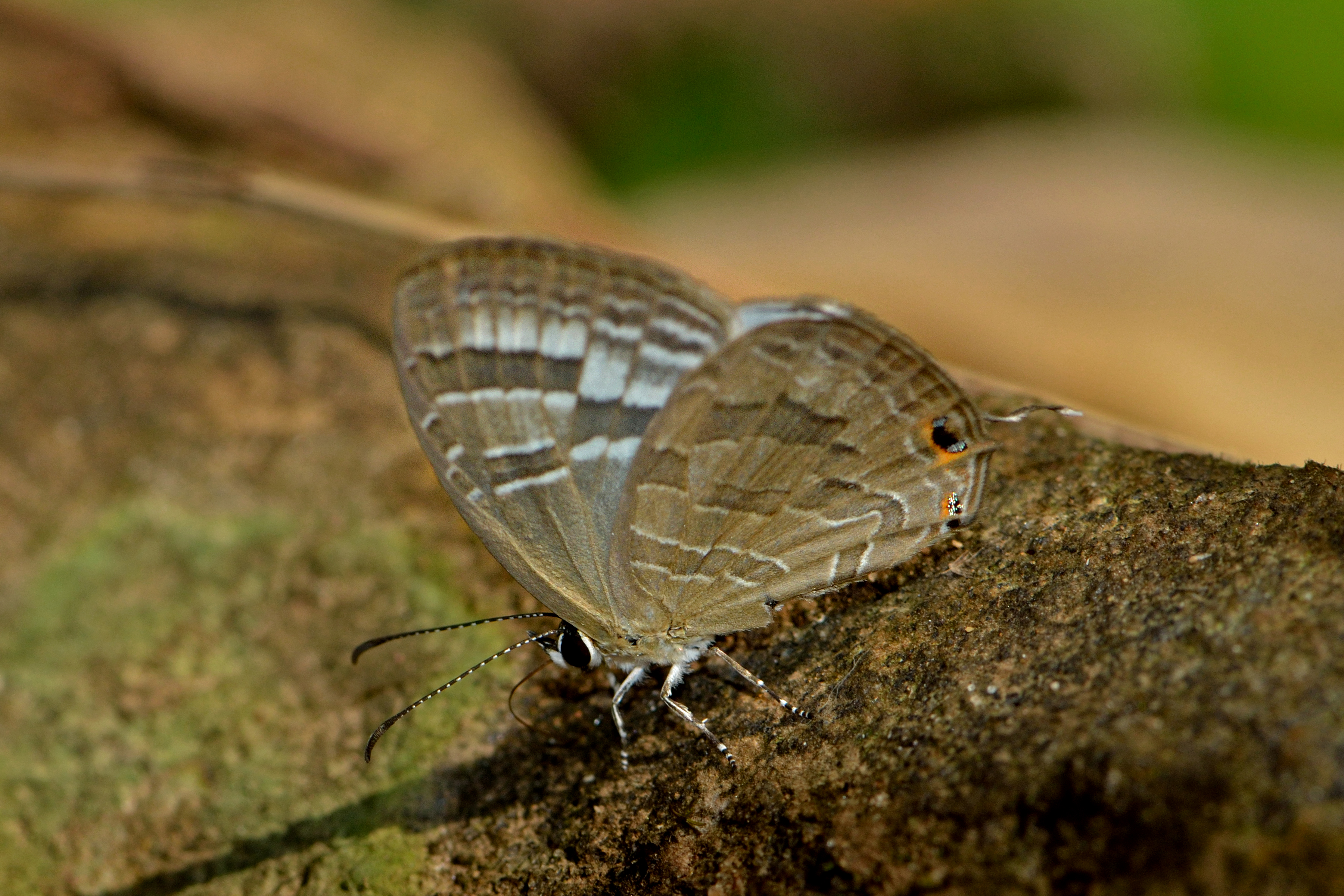